# Andrena osmioides
Andrena osmioides är en biart som beskrevs av Cockerell 1916. Andrena osmioides ingår i släktet sandbin, och familjen grävbin. Inga underarter finns listade i Catalogue of Life.